# Польський Сеновець
По́льський Сенове́ць (болг. Полски Сеновец) — село у Великотирновській області Болгарії. Входить до складу общини Польський Тримбеш.

## Населення
За даними перепису населення 2011 року у селі проживали 719 осіб.
Національний склад населення села:
| Національність   | Кількість осіб | Відсоток |
| ---------------- | -------------- | -------- |
| болгари          | 686            | 97,2%    |
| інша             | 15             | 2,1%     |
| Всього відповіли | 706            |          |

Розподіл населення за віком у 2011 році:
Динаміка населення:

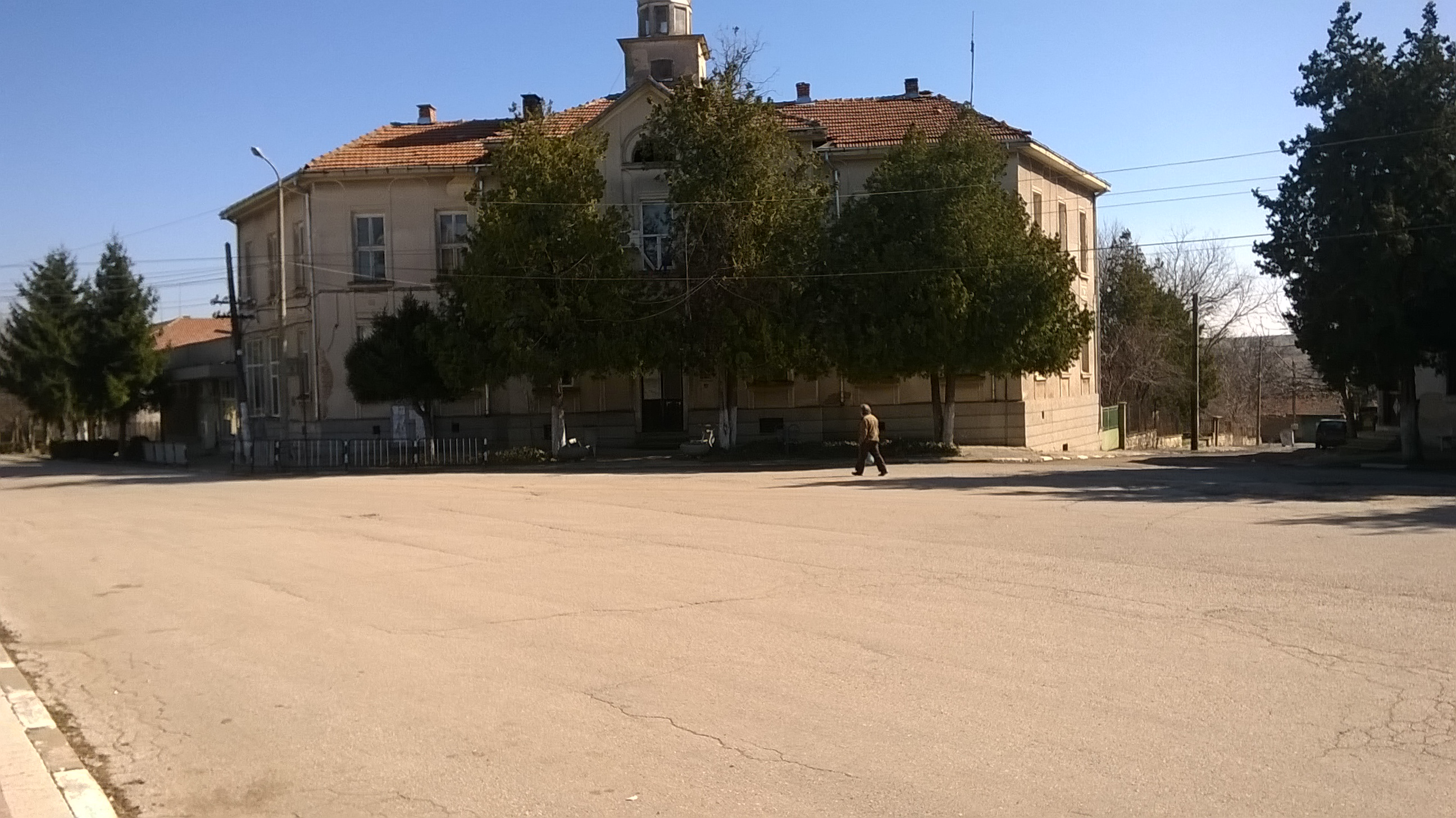
Ратуша
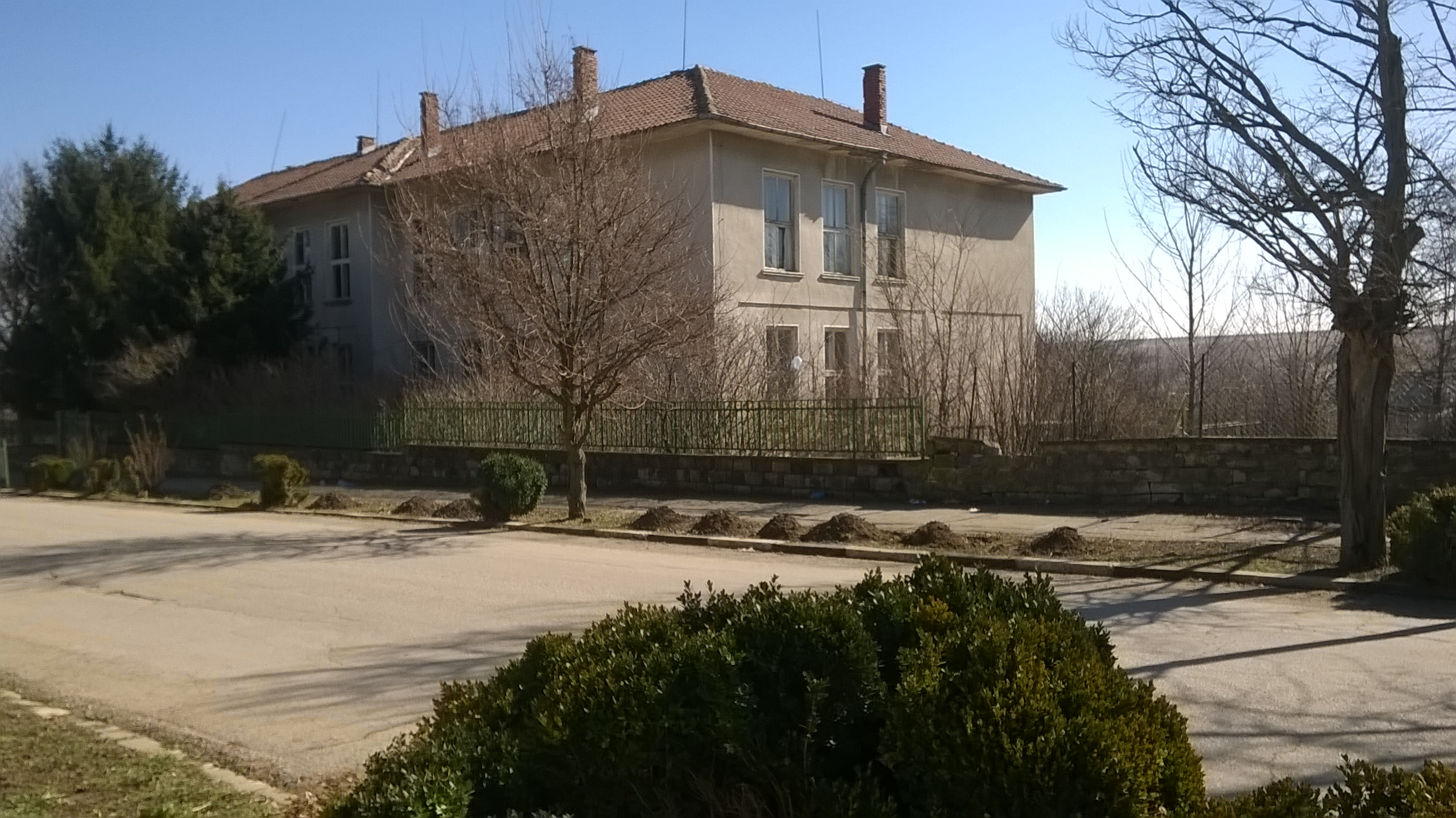
Початкова школа "Нікола Вапцаров"
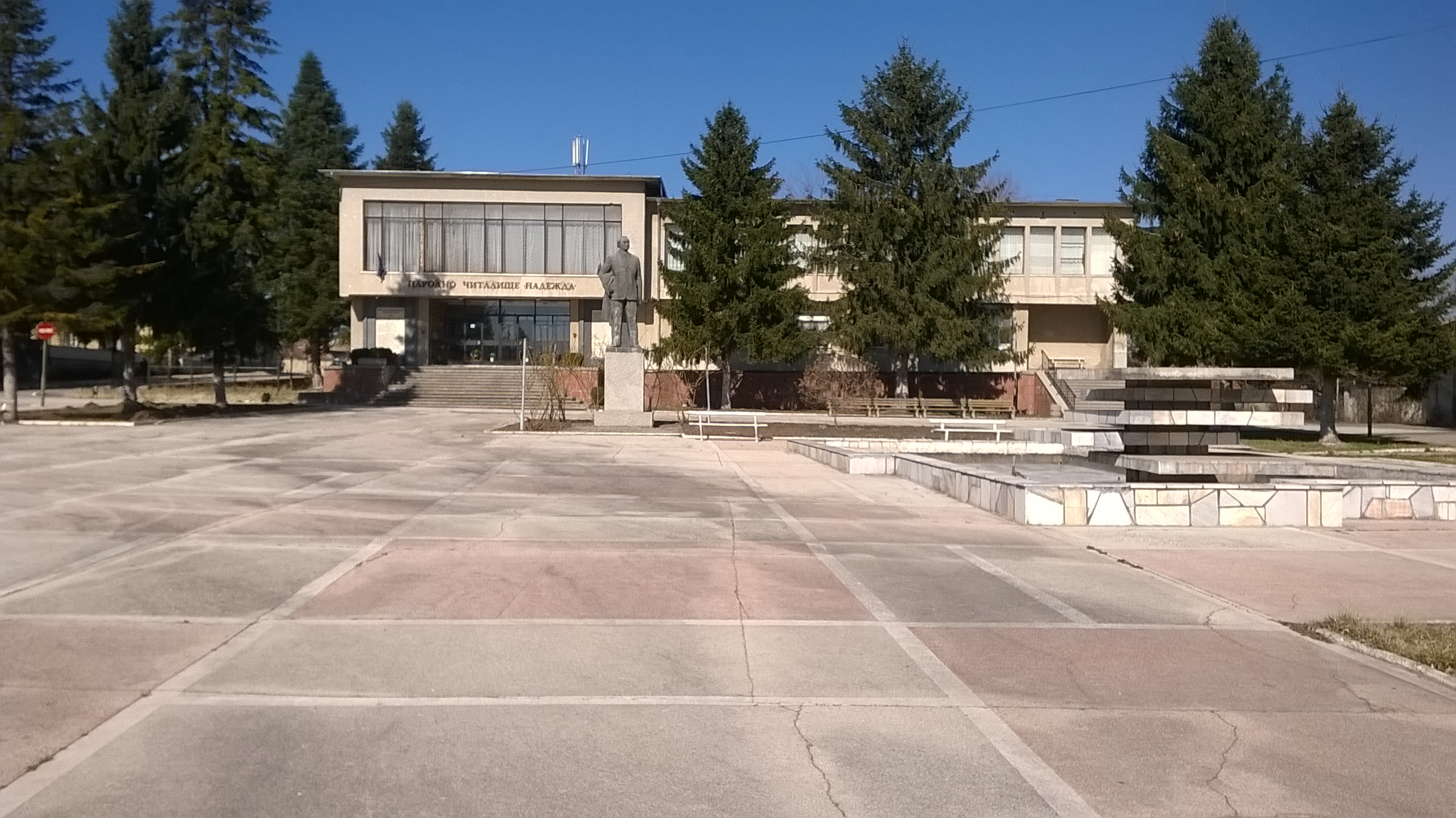
Громадський центр Надежда 1883
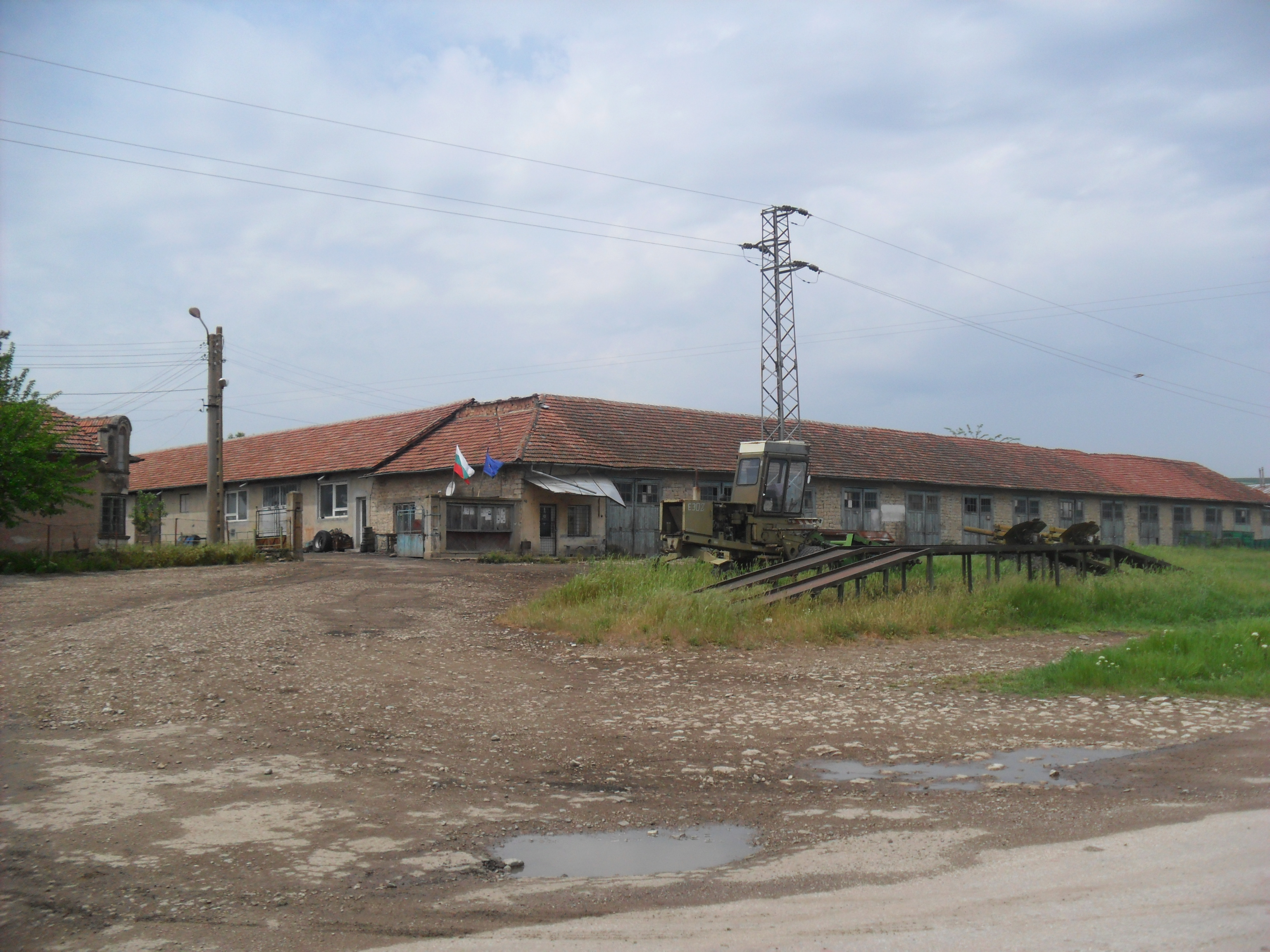
Сільськогосподарський кооператив